# (16998) Estelleweber
(16998) Estelleweber est un astéroïde de la ceinture principale.

## Description
(16998) Estelleweber est un astéroïde de la ceinture principale. Il fut découvert le 10 février 1999 à Socorro (Nouveau-Mexique) par le projet LINEAR. Il présente une orbite caractérisée par un demi-grand axe de 2,26 UA, une excentricité de 0,04 et une inclinaison de 5,5° par rapport à l'écliptique.

## Compléments